# Europa Cup i ishockey 1974-75
Europa Cup 1974-75 var den tiende udgave af Europa Cuppen i ishockey, arrangeret af International Ice Hockey Federation, og turneringen med deltagelse af 16 hold blev spillet i perioden fra efteråret 1974 til 17. februar 1977.
Turneringen blev vundet af HK Krylja Sovjetov Moskva fra Sovjetunionen, som i finalen besejrede ASD Dukla Jihlava fra Tjekkoslovakiet med 9-3 over to kampe. Det var syvende sæson i træk, at turneringen blev vundet af et sovjetisk hold, men det var første gang at HK Krylja Sovjetov Moskva vandt Europa Cuppen.
SC Berns hjemmekamp i anden runde mod Berliner SC satte ny rekord for tilskuere til Europa Cup-kampe i ishockey. Hovedparten af de 16.151 tilskuere måtte dog gå slukørede hjem efter at have overværet hjemmeholdet blive slået ud af turneringen.

## Format og hold
De nationale mestre i sæsonen 1973-74 i IIHF's medlemslande i Europa kunne deltage i turneringen. Den blev afviklet som en cupturnering, hvor hvert opgør blev spillet over to kampe, idet holdene mødtes på både hjemme- og udebane. Opgørene blev afgjort i form at summen af resultaterne af de to kampe, og hvis stillingen var uafgjort, blev vinderen fundet i straffeslagskonkurrence umiddelbart efter den anden kamp.
De sovjetiske og tjekkoslovakiske deltagere var direkte kvalificeret til semifinalerne, mens de resterende 14 hold spillede om de sidste to ledige pladser i semifinalerne.
| - SG Cortina - EC Klagenfurter AC - Tilburg Trappers - Berliner SC - SHC Saint Gervais - Hasle-Løren IL - Ferencvárosi TC - HK CSKA Sofia | - Podhale Nowy Targ - HK Olimpija Ljubljana - SG Dynamo Weißwasser - Helsingfors IFK - SC Bern - Leksands IF - ASD Dukla Jihlava - HK Krylja Sovjetov Moskva |

## Resultater

### Første runde
| Datoer | Datoer | Hjemmehold i 1.kamp   | Hjemmehold i 2.kamp  | Total | 1.kamp | 2.kamp |
| ------ | ------ | --------------------- | -------------------- | ----- | ------ | ------ |
| 15.11. |        | SG Cortina            | EC Klagenfurter AC   | 7−9   | 2−5    | 3−4    |
| 26.10. | 14.12. | SHC Saint Gervais     | Ferencvárosi TC      | 2−13  | 0−7    | 2−6    |
|        |        | HK Olimpija Ljubljana | HK CSKA Sofia        | 10−3  | 6−2    | 4−1    |
| 1.11.  | 17.11. | Tilburg Trappers      | SG Dynamo Weißwasser | 4−17  | 2−14   | 2−3    |
| 15.10. | 13.11. | Hasle-Løren IL        | Berliner SC          | 8−13  | 5−7    | 3−6    |
| 1.9.   | 2.9.   | Podhale Nowy Targ     | Helsingfors IFK      | 15−15 | 7−8    | 8−7    |

### Anden runde
| Datoer | Datoer | Hjemmehold i 1.kamp   | Hjemmehold i 2.kamp  | Total | 1.kamp       | 2.kamp       |
| ------ | ------ | --------------------- | -------------------- | ----- | ------------ | ------------ |
| 22.12. | 28.12. | EC Klagenfurter AC    | Ferencvárosi TC      | 13−11 | 8−6          | 5−5          |
| 6.1.   | 9.1.   | HK Olimpija Ljubljana | SG Dynamo Weißwasser | 6−14  | 4−6          | 2−8          |
| 2.1.   | 6.2.   | Berliner SC           | SC Bern              | 8−7   | 3−4          | 5−3          |
| -      | -      | Helsingfors IFK       | Leksands IF          | w.o.  | Ikke spillet | Ikke spillet |

### Kvartfinaler
| Datoer | Datoer | Hjemmehold i 1.kamp | Hjemmehold i 2.kamp  | Total | 1.kamp | 2.kamp |
| ------ | ------ | ------------------- | -------------------- | ----- | ------ | ------ |
| 6.2.   | 17.2.  | EC Klagenfurter AC  | SG Dynamo Weißwasser | 4−15  | 1−8    | 3−7    |
|        |        | Berliner SC         | Helsingfors IFK      | 3−7   | 1−3    | 2−4    |

### Semifinaler
Tre af de fire semifinalekampe blev spillet i september 1975, mens de sidste først blev afviklet i marts 1976.
| Datoer | Datoer | Hjemmehold i 1.kamp       | Hjemmehold i 2.kamp  | Total | 1.kamp | 2.kamp |
| ------ | ------ | ------------------------- | -------------------- | ----- | ------ | ------ |
| 1.9.   | 19.3.  | HK Krylja Sovjetov Moskva | SG Dynamo Weißwasser | 8−4   | 4−1    | 4−3    |
| 2.9.   | 6.9.   | Helsingfors IFK           | ASD Dukla Jihlava    | 6−17  | 2−7    | 4−10   |

### Finale
Finalekampene blev spillet i februar 1977.
| Datoer | Datoer | Hjemmehold i 1.kamp | Hjemmehold i 2.kamp       | Total | 1.kamp | 2.kamp |
| ------ | ------ | ------------------- | ------------------------- | ----- | ------ | ------ |
| 17.2.  | 19.2.  | ASD Dukla Jihlava   | HK Krylja Sovjetov Moskva | 3−9   | 3−2    | 0−7    |